# BOUD
BOUD was een tijdschrift voor architectuur en vormgeving in Friesland, dat verscheen tussen januari 1984 en december 1988. 
BOUD is in het Fries het voltooid deelwoord van bouwe (gebouwd). In het Nederlands betekent boud onder andere driest, ferm, gedurfd, onversaagd, sterk en zelfverzekerd. De naam symboliseert het redactieprogramma van BOUD: een duidelijke opinie verwoorden over het gebouwde of nog te bouwen in de provincie Friesland. 
BOUD telt in de vijf verschenen jaargangen bij elkaar twintig nummers en 702 redactionele pagina's.  De redactie en een aantal externe schrijvers zorgden voor rijk geïllustreerde, beschouwende en beschrijvende artikels over actueel gerealiseerde, nog te realiseren en historische gebouwen, beeldende kunst en ruimtelijke ordening. De zeven uitgebrachte themanummers betreffen een prijsvraag voor de opschik van de Amelander veerboten (84/3), de meervoudige opdracht voor een winkelcomplex in de Leeuwarder binnenstad (84/4), 'Buiten' (85/5), een schetstoernooi voor de Leeuwarder Kanselarij (86/10), de Stichting Moderne Architectuur Friesland (87/15), Friesland en de vierde nota Ruimtelijke Ordening (88/18) en de 'nacht van de architectuur' (88/19).
De eerste drie jaar van verschijnen bestond de redactie van BOUD uit Allaard Hidding, Coen Huese, Simen Kingma, Huub Mous, Piet Timans en Rudolf Wielinga, vanaf de tweede jaargang aangevuld met Eline Taselaar. In het laatste verschijningsjaar bestond de redactie uit Tjeerd Brouwer, Rienk Terpstra en Piet Timans. 
BOUD werd uitgegeven door de Stichting Fryske Kultuerried, de tussen 1945 en 1992 in Friesland werkzame provinciale culturele raad.